# الغواصة الألمانية يو-117 (1941)
غواصة يو-117  غواصة يو بوت ألمانية لزراعة الألغام من الفئة العاشرة بي بنيت لسلاح بحرية ألمانيا النازية كريغسمارينه، في أحواض فريدريش كروب في كيل خلال الحرب العالمية الثانية.